# Maria Bakunin
Maria Bakunin (també coneguda com a Marussia Bakunin) Krasnoiarsk, Rússia, 2 de febrer de 1873 - Nàpols, 17 d'abril de 1960) va ser una química i farmacèutica italiana i biòloga.

## Educació
Bakunin, també com a estudiant jove, va ser «preparadora» en la Universitat Frederic II laboratori químic de Nàpols, on el 1895 es va graduar en química amb una tesi de grau en estereoquímica.

## Carrera
Seguint la seva graduació, Bakunin va rebre el premi de l'Acadèmia en física i matemàtica a Nàpols el 1900. Al 1909 va ensenyar química aplicada a la Scuola Superiore Politecnica a Nàpols, on el 1912 va esdevenir acadèmica a Silla en Química Tecnològica Aplicada.
L'any 1906 Bakunin va ser part d'un grup que va estudiar l'erupció del Mont Vesuvi, i el 1909 va compilar un mapa geològic d'Itàlia. Formant part del projecte de mapa, va estudiar la pissarra bituminosa i els dipòsits ictiolítics de muntanyes a la Província de Salern d'Itàlia. Continuant això, de 1911 a 1930, Bakunin va treballar com a assessora de companyies i governs locals interessats en desenvolupament industrial de mines d'ictiol al districte de Giffoni (Monti Picentini).
Després de la Segona Guerra Mundial va treballar amb Benedetto Croce per reconstruir l'Accademia Pontaniana, i el 1944 en fou escollida presidenta. Durant la seva presidència, Bakunin va fer restaurar la biblioteca de l'Acadèmia.

## Família
Maria era filla del filòsof revolucionari Mikhaïl Bakunin i la seva dona Antonia Kwiatkowska, i tia del famós matemàtic Renato Caccioppoli. La història diu que el 1938 Renato va estar empresonat després de pronunciar un discurs en contra del feixisme, però Maria va ser capaç d'obtenir la seva alliberació per tal com va persuadir els jutges que Renato no sabia el que es feia perquè era dement, per la qual cosa va ser internat en un hospital psiquiàtric.